# Salar de Arizaro
Salar de Arizaro („Arizaro” dolazi od Atakameno haâri „vrana”, „kondor” i ara, „stanište“, „mesto gde je nešto uobičajeno“.) je veliko slanište Anda u severozapadnoj Argentini. Nalazi se između sela Tolar Grande i Kejp i blizu Mina La Kasualidad, u departmanu Los Andes, provincija Salta.

## Pregled
Smešteno u centralno-zapadnoj oblasti Puna de Atakama, prostire se na površini od 1,600 km². Po prostranstvu, Salar de Arizaro je šesto po veličini slanište na svetu i 2. po veličini u Argentini posle Salinas Grandes.
Područje slaništa se koristi za iskopavanje metalnih i nemetalnih resursa, jer je bogato solju, mermerom, gvožđem, bakrom i sardoniksom.
Najbliže slane ravnice su Antofala, Hombre Muerto (obe na severu provincije Katamarka), Positos (na istoku) i Salinas Grandes u provincijama Huhuj i Salta.
Salar de Arizaro u sredini preseca železnička pruga Salta–Antofagasta i provincijalni put 27 (deo bivšeg RN 59). Posebna karakteristika je kupasto brdo po imenu Kero Kono (ili Kono de Arita), formacija peščara.
Salar de Arizaro se nalazi u Litijumskom trouglu, a oblast se koristi za ekstrakciju litijum karbonata od strane najmanje dve kompanije: Litijum Čile i LiTHIUM-X
- Kono de Arita
- Kono de Arita
- Kono de Arita u Salar de Arizaru

## Literature
- Monterroso, Gonzalo (1999). Touring Argentina - Salta. El Ateneo. ISBN 9879821645.
- R. N. Alonso, J. G. Viramonte. „Geología y Metalogenia de la Puna”. Estudios Geol. 43: 393—407. (1987)

## Spoljašnje veze
- Salar de Arizaro on Salta Province website Архивирано на веб-сајту  (15. април 2023)